# Joshua Thompson
Joshua „Josh“ Thompson (* 9. Mai 1993 in Las Vegas, Nevada) ist ein US-amerikanischer Leichtathlet, der im Mittel- und Langstreckenlauf an den Start geht.

## Sportliche Laufbahn
Joshua Thompson wuchs in Overton in Nevada auf und studierte an der Oklahoma State University – Stillwater und wurde 2017 NCAA-College-Hallenmeister im Meilenlauf. 2022 startete er im 1500-Meter-Lauf bei den Hallenweltmeisterschaften in Belgrad und belegte dort in 3:44,48 min den zwölften Platz. Im Juli erreichte er bei den Weltmeisterschaften in Eugene das Finale und gelangte dort mit 3:35,57 min ebenfalls auf Rang zwölf. Anschließend gewann er bei den NACAC-Meisterschaften in Freeport in 3:37,88 min die Silbermedaille hinter seinem Landsmann Eric Holt.
2020 wurde Thompson US-amerikanischer Hallenmeister im 1500-Meter-Lauf.

## Persönlichkeiten
- 1500 Meter: 3:35,01 min, 1. September 2019 in Berlin
  - 1500 Meter (Halle): 3:34,77 min, 27. Februar 2020 in Boston
  - Meile (Halle): 3:58,32 min, 9. Februar 2019 in Oslo
- 3000 Meter: 7:57,76 min, 6. Juli 2017 in New York City